# Toufik Addadi
Toufik Addadi (en arabe : توفيق عدادي) né le 7 octobre 1990 à Saïda (Algérie), est un footballeur algérien. Il joue en poste de milieu de terrain à l'ASO Chlef.

## Carrière

### Débuts au MC Saïda (2010-2012)
Toufik Addadi natif de la commune de Aïn El Hadjar, intègre le club dans un âge précoce, il évolue dans ses jeunes catégories. En étant junior, il participe à des bouts de match avec son équipe senior dans des rencontres non officielles lors de la saison 2009-2010, le MC Saïda remportant le titre de champion de la D2. 
En 2010-2011, l’entraîneur Rouabeh Toufik lui offre la chance de faire ses débuts avec l'équipe première, récemment promue en Ligue 1, le MCS termine la saison en sixième position en championnat d'Algérie avec un quart de finale de la coupe d'Algérie. Pour la saison suivante, il est titulaire indiscutable de son équipe et il s'impose comme l'un des meilleurs jeunes joueurs de son poste en championnat, mais malgré ça, le MC Saïda ne réalise pas son objectif de se maintenir en D1 et termine la saison par une relégation.

### Une saison perturbée à la JS Saoura (2012-2013)
Libre de tout engagement, Toufik Addadi sollicité par plusieurs clubs grâce à ses prestations. C'est le président de la JS Saoura, Mohamed Zerouati qui décroche ses service. L'équipe promue pour la première fois de son histoire en Ligue 1, Toufik ne répond pas aux espoirs portés sur lui et il ne peut pas s'imposer dans l'équipe. Il passe la saison entre blessures et la baisse forme. Son expérience avec le club se termine très rapidement et Addadi annonce son départ.

### Retour au MC Saïda et une nouvelle relance (2013-2015)
Toufik fait son retour au MC Saïda en D2. Il participe à la majorité des rencontres de l'équipe pendant deux saisons. Il retrouve une partie de sa forme, notamment lors de la saison 2014-2015, où il aide son équipe à cumuler 43 points en sixième position à 5 points du troisième, le RC Relizane, un résultat pas loin de l'objectif des l'accession visé par le club.

### Émergence d'un leader à l'Olympique de Médéa (2015-2017)
Le club de la capitale de Titteri passé près de l'accession la saison achevée, insiste sur lui surtout qu'il était très efficace lors des deux rencontres des deux clubs en réalisant un doublé au Stade Imam Lyes,, Addadi s'impose comme la pièce maîtresse de la composition de l'O Médéa, le club termine la saison champion D2 et il réalise un accession historique en D1,, Addadi est choisi comme le meilleur joueur de la saison par les supporteurs de l'O Médéa. Pour la saison suivante, Toufik Addadi trouve son meilleur niveau et il atteint une maturité remarquable, il se démarque comme le capitaine de l'équipe et son meneur de jeu , il dispute 27 matchs en Ligue 1, il inscrit 6 buts et il offre à ses coéquipiers 5 passes décisives.

### Participation en compétition international avec le NAHD (2017-2018)
Pour ces préparation et renforcement pour la saison 2017-2018, le club recrute Addadi qui a été incontestablement le meilleur joueur de l’Olympique de Médéa la saison précédente. Le président Bachir Ould Zmirli a tout conclu avec son homologue de l’Olympique de Médéa, Mahfoud Boukhelkhal. Il a même récupéré la lettre de libération du joueur et il s’est engagé officiellement avec le club deux saisons, au début de la saison il est titulaire de l'équipe de Nabil Neghiz, mais il est blessé après le huitième match, et il est déclaré forfait pour un mois, cette blessure perturbe ces performances (20 matchs titulaire sur 26 apparitions en championnat sous les couleurs du NA Husein Dey et il marque 4 buts). Lors de la Coupe arabe des clubs champions, Addadi figure dans la liste des 23 retenus pour la compétition, il dispute les 3 matchs de la phase des poules et il inscrit l'unique but de la victoire contre Al-Wahda Club, Titulaire aussi dans les deux rencontres respectivement contre Al-Faisaly Club (défaite d'un but à zéro) et Al Ahly (défaite de 2 buts à 1), le club se positionne troisième et il est éliminé de la compétition.

### Retour à l'Olympique de Médéa, capitaine à nouveau (2018)
Après une saison pale à NA Hussein Dey, il trouve à nouveau le stade Imam Lyes et il engage à nouveau avec l'O Médéa, l’entraîneur Said Hammouche fait de lui le meneur de jeu de l'équipe, il lui confie le brassard de capitaine pour diriger et cadrer ses jeunes coéquipiers dans la pelouse surtout que l'équipe est renouvelée.
Il signe à la Jeunesse sportive de Kabylie en 2019.